# Мерлишахен
Мерлишахен (нем. Merlischachen) — населённый пункт в Швейцарии, в кантоне Швиц.
Входит в состав округа Кюснахт. Находится в составе коммуны Кюснахт. Население составляет 1143 человека (на 31 декабря 2005 года).